# HMS Vanguard (1944)
HMS Vanguard var ett brittiskt slagskepp som byggdes under andra världskriget och togs i bruk efter krigsslutet. Hon var det största och snabbaste av Royal Navys slagskepp, det enda fartyget i sin klass och det sista slagskeppet i världen som byggdes.
RN räknade med att ha ett mindre antal slagskepp jämfört med de kombinerade tyska- och japanska flottorna i början av 1940-talet och började därför bygga slagskepp av Lion-klassen. Det tidskrävande byggandet av de tredubbla 40,6 cm tornen till Lion-klassen skulle dock fördröja deras färdigställande till tidigast 1943. Britterna hade tillräckligt med 38,1 cm kanoner och torn i lager för att ett fartyg av en modifierad Lion-klassdesign med fyra dubbla 38,1 cm torn skulle kunna färdigställas snabbare än de fartyg i Lion-klassen som redan hade kölsträcktes. Arbetet med Vanguard påbörjades och avbröts flera gånger under kriget, och hennes konstruktion reviderades flera gånger under konstruktionen för att återspegla lärdomar vunna under kriget. Dessa avbrott och ändringar hindrade henne från att färdigställas före krigsslutet.
Vanguards första uppgift efter att ha avslutat sina sjötester i slutet av 1946 var att i början av nästa år ta med kung George VI och hans familj på den första kungliga resan till Sydafrika för en regerande monark. Efter återkomsten till Storbritannien valdes hon ut för en ny kunglig turné till Australien och Nya Zeeland 1948. Den ställdes in på grund av kung Georgs försämrade hälsa och Vanguard blev istället kortvarigt flaggskeppet för Medelhavsflottan i början av 1949. Efter sin hemkomst i mitten av 1949 fick rollen hon som flaggskepp för Home Fleet Training Squadron. Under hela sin tjänstgöring fungerade slagskeppet vanligtvis som flaggskepp för varje enhet som det tilldelades. Under det tidiga 1950-talet deltog Vanguard i ett antal övningar med Nato-styrkor. År 1953 deltog hon i drottning Elizabeth II:s kröningsrevy. Medan hon renoverades 1955 meddelade amiralitetet att fartyget skulle placeras i malpåse när arbetet var slutfört. Vanguard såldes för skrotning i början av 1960.

## Design och beskrivning
I början av 1939 stod det klart att de två första slagskeppen i Lion-klassen inte skulle kunna levereras förrän tidigast 1943 och att ytterligare slagskeppsbyggen skulle bli nödvändiga för att matcha de tyska och japanska slagskepp som redan var under uppbyggnad. Det främsta hindret för byggandet av nya slagskepp var den begränsade tillgängliga kapaciteten och den tid som krävdes för att bygga kanoner av stor kaliber och deras kanontorn. Genom att använda fyra befintliga dubbla 38,1-cm kanontorn kunde man kringgå denna flaskhals och bygga ett enda snabbt slagskepp snabbare än att bygga fler fartyg i Lion-klassen. Tornen byggdes ursprungligen för slagkryssarna Courageous och Glorious under första världskriget, och togs bort vid ombyggnaderna av dessa fartyg till hangarfartyg på 1920-talet. För att spara tid ändrades Lion-designen för att få plats med de fyra tornen, och det preliminära designarbetet inleddes i juli 1939. Den fyrkantiga eller tvärgående aktern behölls eftersom den beräknades förbättra hastigheten vid full kraft med 0,33 knop (0,61 km/h). Detta gjorde Vanguard till det enda brittiska slagskepp som byggdes med en tvärgående akter, eftersom Lion-skeppen aldrig blev färdiga.
Konstruktionsarbetet avbröts 11 september 1939, efter andra världskrigets utbrott, men återupptogs i februari 1940 efter att Winston Churchill, som förste lord av amiralitetet, uttryckt intresse för fartyget. Konstruktionen ändrades för att öka skyddet mot granatsplitter på de oskyddade sidorna av fartygsskrovet, pansaret på den sekundära beväpningen ökades för att motstå halvpansarbrytande bomber på 230 kg, och splitterbältets tjocklek före och efter i förhållande till huvudpansarbältet minskades med 12,7 mm som kompensation. Ett litet besiktningstorn lades till akterut, och fyra fästen för den brittiska raketen "Unrotated Projectile" lades till för att komplettera de sex redan planerade fästena för de oktupel-monterade 40 mm automatkanonerna.
Mer brådskande åtaganden tvingades det preliminära konstruktionsarbetet att avbrytas igen i juni. När det återupptogs i oktober ändrades konstruktionen återigen mot bakgrund av de senaste krigserfarenheterna. Större bränslekapacitet lades till och pansaret förbättrades, men dessa ändringar fördjupade konstruktionens djupgående så att det översteg Suezkanalens gräns på 10,4 m. Tjockleken på huvudbältet minskades med 25 mm för att spara vikt, men den främsta åtgärden som valdes för att minska djupgåendet var att öka bredden med 0,76 m. Detta översteg bredden på hamnarna i Rosyth och Plymouth, vilket allvarligt begränsade antalet hamnar som kunde hantera fartyget, men ändringarna godkändes av Amiralitetskommittén 17 april 1941. Fartyget hade redan beställts 14 mars inom ramen för 1940 års krigs-program, ritningarna överlämnades dock inte till John Brown & Company förrän tio dagar senare.

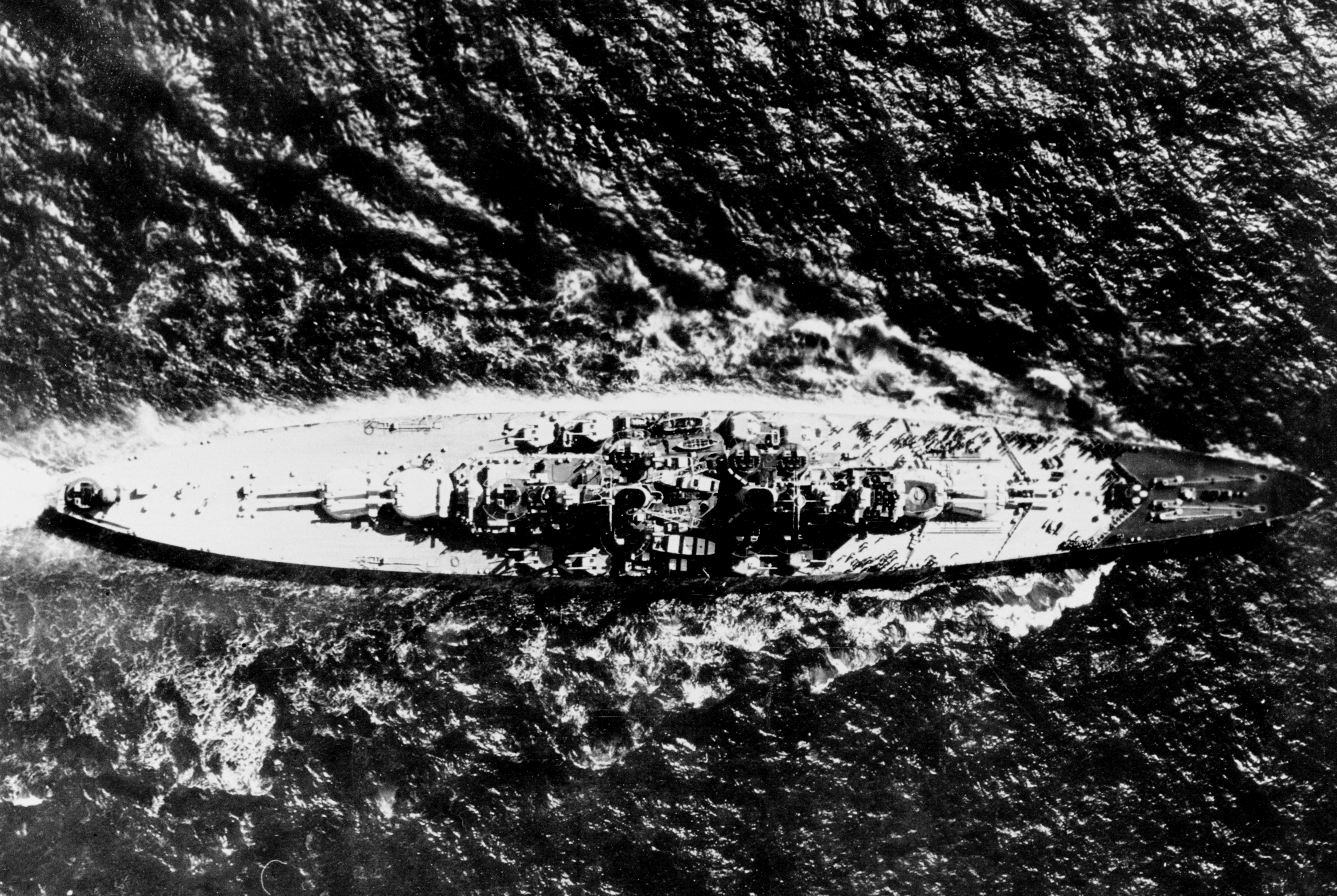
Flygbild på Vanguard.

Vanguards design reviderades igen medan fartyget byggdes 1942, för att återspegla erfarenheterna från förlusten av slagskeppet Prince of Wales i King George V-klassen och användandet av de andra slagskeppen. Det längsgående avståndet mellan de inre och yttre propellrarna ökades från 10,2 till 15,7 m för att minska risken för att en enda torped skulle kunna förstöra båda propelleraxlarna på en sida och vattentäta åtkomst-tunnlar lades till i alla utrymmen under vattenlinjen för att förhindra den progressiva översvämning genom öppna vattentäta dörrar och luckor som hade inträffat på Prince of Wales. Denna förändring och flytten av några av de 13,3 cm ammunitionshanteringsrummen från underdäcket till mellandäcket försenade allvarligt fartygets färdigställande. Designkravet att kanonerna i "A"-tornet skulle kunna skjuta rakt fram vid 0° höjd offrades för att tillåta att hennes fribord framåt kunde ökas, och hennes bog omformades för att göra den mindre benägen att drabbas av havsstänk vid hög sjö. Fartygets bränslekapacitet ökades från 4 500 ton till 4 930 ton för att undvika de problem med bränslebrist som King George V och Rodney drabbades av under jakten på det tyska slagskeppet Bismarck. Projektilfästena för "Unrotated Projectile"-raketerna togs bort från konstruktionen och det lätta luftvärnet ökades till totalt 76 stycken 40 mm kanoner i ett fyrdubbelt- och nio oktupel-fästen och 24 stycken Oerlikon 20 mm kanoner lades också till i 12 tvillingfästen. Utrymme för dessa gjordes tillgängligt genom att ta bort de två pontonflygplanen, katapulten samt deras tillhörande utrustning.
År 1942 föreslogs att Vanguard skulle byggas om till ett hangarfartyg. Direktören för marinkonstruktion uppgav att det inte skulle innebära några större svårigheter att göra detta enligt Audacious-klassens modell, men att det skulle ta sex månader att omkonstruera fartyget. Förslaget förkastades formellt den 17 juli.

### Generella egenskaper

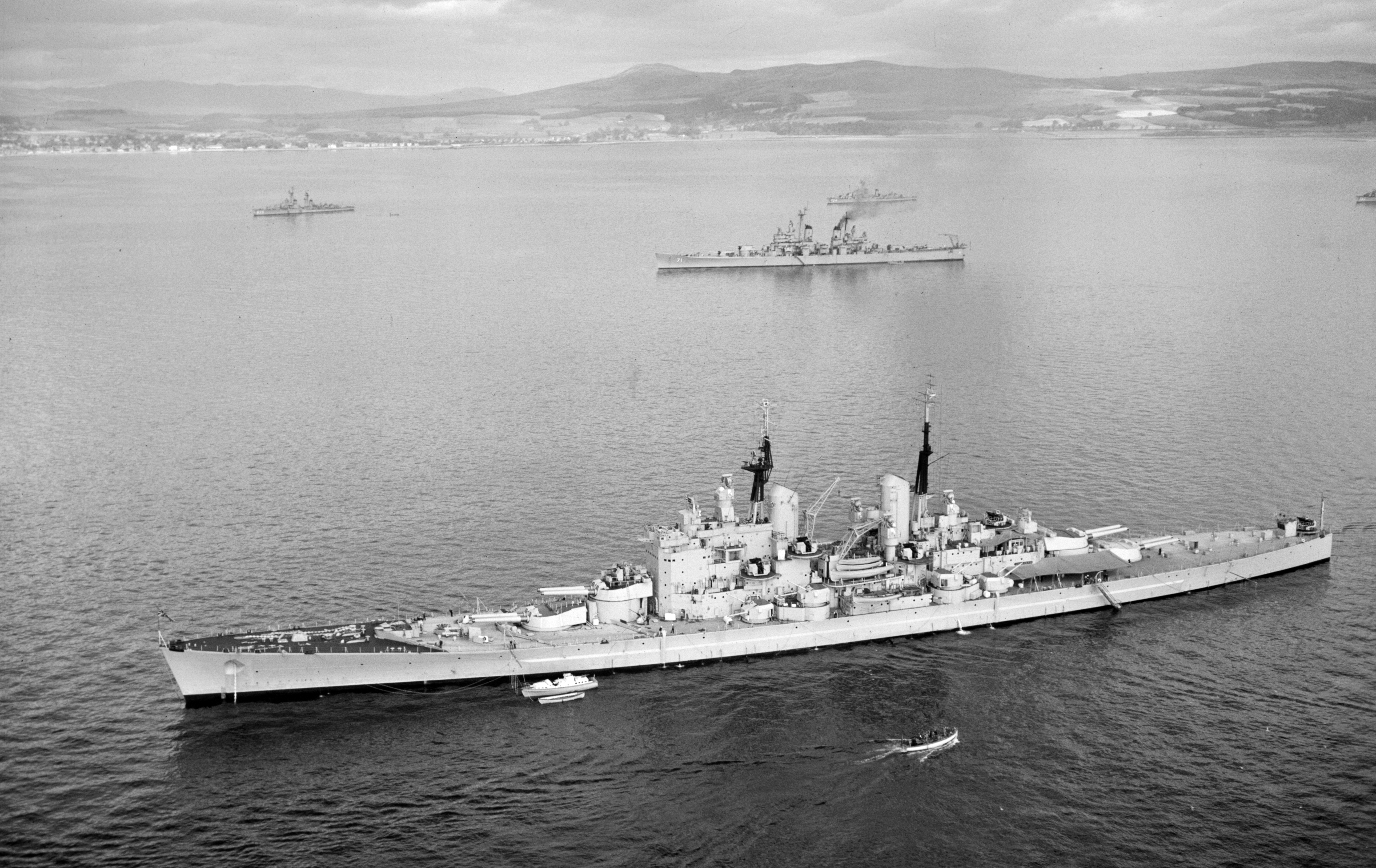
Vanguard under NATO-övningen Operation Mainbrace, 1952.

Vanguard hade en total längd på 248,2 meter, en bredd på 32,8 meter och ett djupgående på 11 meter vid fullast. Hon hade ett deplacement på 45 200 ton vid standard last och 52 250 ton vid fullast. Fartyget var betydligt större än sina föregångare i klassen, nästan 15,2 meter längre och ett deplacement på cirka 6 000 ton mer än de äldre fartygen vid fullast. Vanguard var överviktigt med cirka 2 200 ont, vilket förstorade skillnaden ännu mer. Fartyget hade en komplett dubbelbotten 1,5 meter djup och var indelat i 27 huvudrum genom vattentäta skott.
Fartygen i King George V-klassen hade byggts med nästan ingen skjuvning av huvuddäcket framåt för att göra det möjligt för "A"-tornet att skjuta rakt framåt vid noll elevation, vilket ledde till att fören drabbades av havsstänk. Vanguard byggdes om som ett resultat av denna erfarenhet, med betydande skjuvning och utbuktning på fören. Fartyget ansågs ha en bra sjövärdighet och kunde hålla en jämn köl i grov sjö. Vid fullast hade Vanguard en metacentrisk höjd på 2,5 meter.
Som flaggskepp för flottan hade hon 1947 en besättning på 115 officerare och 1860 man. Många av fartygets kontrollrum var luftkonditionerade och asbestisolering fanns på utsatta områden på fartygets sidor, däck och skott. Centralvärme installerades för artilleri, instrument, utkiksplatser och annan utrustning för att göra Vanguard lämplig för verksamhet i Arktis. Ett informationscenter för planering installerades under huvudpansardäcket med utrustning för att spåra flygplan och fartyg runt Vanguard.

### Framdrivningssystem
För att minska byggtiden kopierades maskineriet med fyra axlar från Lion-klassens slagskepp med alternerande pann- och maskinrum. Vanguard hade fyra uppsättningar av Parsonturbiner med enkel reduktionsväxel som var inrymda i separata maskinrum. Varje uppsättning bestod av en högtrycksturbin och en lågtrycksturbin som drev en propeller med en diameter på 4,5 meter. Turbinerna drevs av åtta Admiralty 3-Drum pannor i fyra pannrum vid ett arbetstryck på 350 psi (2 413 kPa; 25 kgf/cm2) och en temperatur på 371 °C. Motorerna var konstruerade för att producera totalt 130 000 hästkrafter (97 000 kW) och ge fartyget en hastighet på 30 knop (56 km/h), men uppnådde mer än 136 000 shp (101 000 kW) under fartygets sjötester i juli 1946, då fartyget nådde en hastighet på 31,57 knop (58,47 km/h). Efter försök ersattes de trebladiga propellrarna på de inre axlarna med fembladiga propellrar i ett misslyckat försök att minska vibrationerna i de inre propelleraxlarna.
Vanguard hade en bunkerkapacitet på 4 928 ton eldningsolja och 434 ton diesel. Med en ren botten kunde hon färdas med en hastighet av 15 knop (28 km/h) i 8 250 nautiska mil (15 280 km). Fartyget hade fyra turbogeneratorer på 480 kilowatt (640 hk) och fyra dieselgeneratorer på 450 kilowatt (600 hk). Deras totala effekt på 3 720 kilowatt var den största hos något brittiskt slagskepp.

### Bestyckning
Fartygets huvudbeväpning bestod av åtta 38,1 cm BL 15-tums Mk I-kanoner i fyra dubbeltorn som drevs hydrauliskt. Tornens benämning var "A", "B", "X" och "Y" från fören till aktern. Kanonerna laddades på +5°. När tornen moderniserades till Mk I(N) RP12-designen ökades deras maximala elevation från 20° till +30°. De avfyrade projektiler på 879 kg med en mynningshastighet på 749 m/s, för en normal räckvidd på 30 680 meter. Kanonerna kunde dock använda överladdningar, vilket gav en maximal räckvidd på 34 630 meter med samma granater. Deras eldhastighet var två skott per minut. Vanguard hade 100 granater per kanon.

Animation som visar laddning för ett Mark I-torn.

De gamla 38,1 cm tornen hade konstruerats när praxis var att magasinen var placerade ovanför ammunitionsrummet, och det var inte kostnadseffektivt att ändra ammunitionshissarna för att passa det motsatta arrangemanget, som hade införts efter Skagerrakslaget som visade på farorna med att utsätta magasinen för långdistanseld. Fartyget fick ett kruthanteringsrum ovanför ammunitionsrummet för att efterlikna det arrangemang som tornens lyftanordningar var utformade för att hantera, och en annan uppsättning lyftanordningar flyttade drivladdningarna från magasinen till kruthanteringsrummet. Laddningarna förvarades i lådor för att skydda dem mot eld.
Den sekundära beväpningen bestod av sexton 13,3 cm QF 5,25-tums Mk I-kanoner i åtta dubbeltorn. De kunde sänkas -5° och hade en maximal elevation på 70°. De avfyrade en högexplosiv granat på 36,3 kg med en mynningshastighet på 814 m/s. Vid maximal elevation hade kanonerna en räckvidd på 22 010 meter. 391 patroner tillhandahölls till varje kanon.
Det lätta luftvärnet bestod av 73 stycken Bofors 40 mm automatkanoner i en mängd olika monteringar. Vanguard hade tio sextupla eldrivna fästen koncentrerade till överbyggnaden och aktern, ett tvådubbelt fäste på B-tornet och elva kraftdrivna enkelfästen på övre däck och bakre överbyggnaden. Alla fästen kunde sänkas till -10° och höjas till +90°. 40 millimeter kanonen avfyrade en granat på 0,89 kg med en mynningshastighet på 880 m/s på ett avstånd av 9 830 meter. Kanonernas eldhastighet var ungefär 120 skott per minut. Det fanns inget utrymme för att stuva in standardmängden på 1 564 patroner per kanon, så Vanguard medförde endast 1 269 patroner per kanon. Två av de enkelmonterade kanonerna på kvartsdäck togs bort 1949, och fem andra under en större ombyggnad 1954. Alla hennes fler-monterade Bofors-fästen togs bort vid samma tidpunkt.

### Pansar

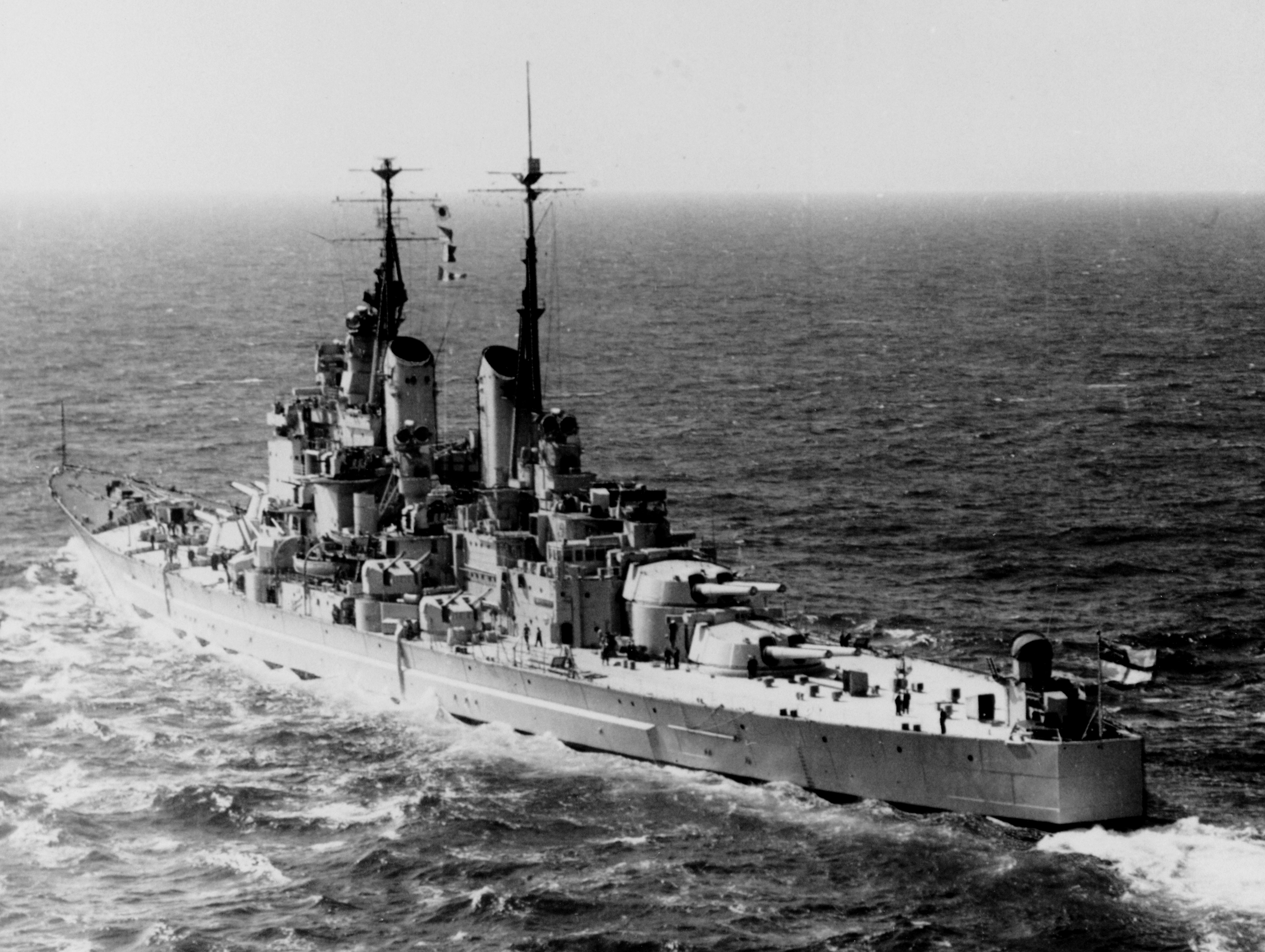
Vanguard sedd bakifrån.

Fartygets pansar var baserat på King George V-klassens pansar med ett tunnare vattenlinjebälte och ytterligare splitterskydd. Ursprungligen var pansarbältet lika tjockt som på de äldre fartygen, men det minskades för att kompensera för viktökningen när konstruktionen ändrades. Det 140,2 meter långa huvudbältet i vattenlinjen bestod av Krupps cementerade pansar (KCA) med en tjocklek på 330 mm som ökade till 356 mm framför magasinen. Det var 7,3 meter högt och smalnade av till en tjocklek på 114 mm vid bältets nedre kant. För och akter om de 305 mm tvärgående skott som stängde av det centrala citadellet fortsatte bältet nästan till fartygets ändar. Framåt smalnar det av till en tjocklek på 51 mm och en höjd på 2,4 meter, och bakåt till samma tjocklek men med en höjd på 3,4 meter. Vid den bakre änden av styrmaskinrummet fanns ett 102 mm tjockt tvärgående skott. Efter slaget om Danmarksundet 1941 lades 38 mm icke-cementerade pansarskott till på sidorna av magasinen för att skydda dem mot splitter från eventuella träffar från granater som kunde ha trängt sig in i fartygssidan under bältet.
Vanguards däckspansar var identiskt med King George V-klassens, med ett 150 mm icke-cementerat pansar över magasinen som reducerades till 127 mm över maskinutrymmena, och var avsedda att motstå en pansarbrytande bomb på 450 kg som släpptes från en höjd av 4 300 meter. Pansarskyddet fortsatte framåt och bakåt i citadellet på det nedre däcket. Framåt smalnade den av i steg från 127 mm ned till 63 mm nära fören. Bakåt skyddade det styrväxeln och propelleraxlarna med 114 mm av pansar innan det smalnade av till en tjocklek på 63 mm nära aktern. Till skillnad från tyskarna, fransmännen och amerikanerna ansåg britterna inte längre att ett tungt pansar för besiktningstornet hade någon egentlig funktion med tanke på att chansen att träffa det var mycket liten.
Vanguards undervattensskydd förbättrades när hon omkonstruerades 1942 för att återspegla de lärdomar som dragits när Prince of Wales sänktes av japanska torpedflygplan. Skyddet bestod fortfarande av ett system med tre lager av hålrum och vätskefyllda fack som skulle absorbera energin från en undervattensexplosion. Det avgränsades på insidan av det 44-38 mm tjocka torpedskottet. Hennes förstorade oljetankar minskade de tomma utrymmen som kunde översvämmas och skapa slagsida, och åtgärder vidtogs för att kunna pumpa ut dessa utrymmen. Sidoskyddets längsgående skott höjdes ett däck högre för att ytterligare dela upp utrymmena bakom pansarbältet vid vattenlinjen. Sidoskyddet hade ett maximalt djup på 4,6 meter, men detta minskade avsevärt när fartyget blev smalare i ändarna. Över citadellets längd befanns detta system under fullskaliga försök vara motståndskraftigt mot upp till 450 kg TNT.

## Byggnation och tjänstgöringstid
Vanguard påbörjades 2 oktober 1941 av John Brown and Company i Clydebank, Skottland, med varvsnummer 567. Efter den japanska invasionen av Malaya i december gavs fartyget högsta prioritet i hopp om att det skulle vara färdigt i slutet av 1944. Byggandet av den lätta kryssaren HMS Bellerophon, liksom en del handelsfartyg, stoppades för att påskynda fartygets färdigställande. Detta misslyckades dock på grund av brist på kvalificerad arbetskraft. Därför sjösattes fartyget inte förrän 30 november 1944. Prinsessan Elizabeth ledde ceremonin, det första fartyg hon sjösatte, och fick en brosch i form av en diamantros till minne av händelsen. Två varvsarbetare dödades och sex andra skadades när en explosion drabbade fartyget i en bassäng i Clydebank 16 september 1945. Kapten William Gladstone Agnew tog över befälet 15 oktober 1945. När fientligheterna upphörde efter Japans kapitulation minskade behovet av nya örlogsfartyg och fartyget togs därför inte i bruk förrän 12 maj 1946. Vid denna tidpunkt hade byggandet av Vanguard totalt kostat 11 530 503 pund, inklusive 3 186 868 pund för modernisering av huvudbeväpningen.

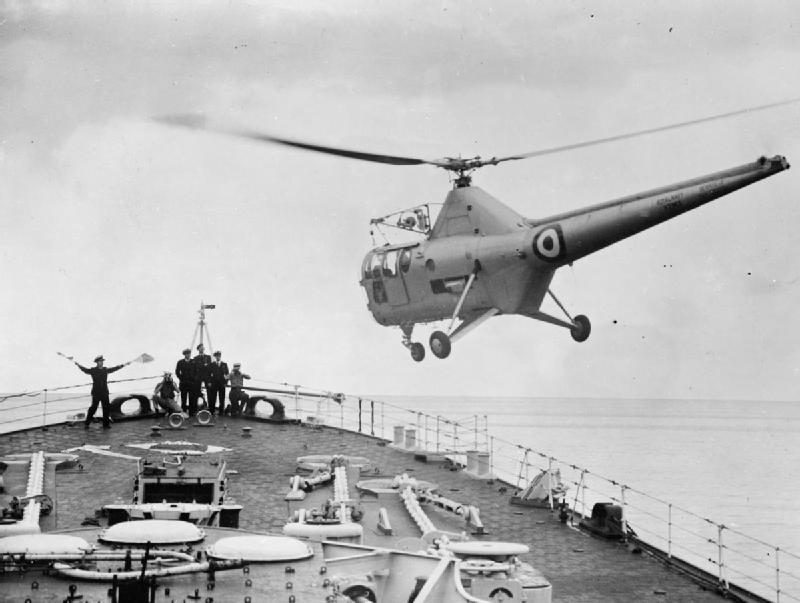
En Westland WS-51 Dragonfly landar ombord på Vanguard.

Efter i leveransen tillbringade fartyget flera månader med sjötester och utbildning fram till augusti, då fartyget påbörjade de nödvändiga modifieringarna för att kunna användas som kunglig yacht under den kommande kungliga rundresan i Sydafrika. Amiralens svit byggdes om till bostäder för kungafamiljen och deras personal, medan luftvärnsfästet på toppen av B-tornet ersattes av en salutplattform. Agnew befordrades till konteramiral med verkan från och med 8 januari 1947. Ombyggnaderna var klara i december och Vanguard gjorde en testkryssning i centrala Atlanten och besökte Gibraltar på återresan. Fartyget eskorterades inledningsvis av jagarna Orwell, Obedient, Offa, Opportune och Rotherham och mötte upp med hemmaflottan den 1 februari 1947 för att ta emot en kanonsalut ledd av slagskeppen HMS Nelson och HMS Duke of York samt hangarfartyget HMS Implacable. Senare på morgonen landade en Sikorsky R-4-helikopter ombord för att hämta post och fotografisk film.
Vanguard anlände till Kapstaden 17 februari och eskorterades av de sydafrikanska fregatterna Good Hope, Transvaal och Natal på den sista delen av sin resa. Medan kungafamiljen besökte landet, övade fartyget med den sydafrikanska flottan och gjorde hamnbesök i ett antal sydafrikanska städer. Hon seglade hemåt 22 april och gjorde korta besök på Sankta Helena och Ascension på vägen dit. Vanguard anlände till Portsmouth 11 maj och kapten F. R. Parham avlöste den nybefordrade Agnew 29 maj. I juli påbörjade fartyget en översyn i Devonport som pågick till augusti 1948. Under ombyggnaden fick Vanguard i uppdrag att transportera kungafamiljen på en turné i Australien och Nya Zeeland, planerad till januari 1949. Den 31 augusti påbörjade hon en provkryssning till Medelhavet och återvände till Devonport först 12 november. Vid denna tid övervägdes om Vanguard, tillsammans med ett antal andra stora örlogsfartyg, skulle byggas om för att kunna bära luftvärnsrobotar, men inga modifieringar utfördes till slut.
George VI var nu för sjuk för att resa, och den kungliga resan sköts upp på obestämd tid senare samma månad. Vanguard blev 1 mars 1949 flaggskepp för amiral Sir Arthur Power, överbefälhavare för Medelhavsflottan, och fartyget gjorde hamnbesök i Algeriet, Frankrike, Italien, Cypern, Libyen, Libanon, Grekland och Egypten innan hon återvände till Devonport 21 juli. Den nyligen befordrade konteramiral Parham avlöstes av kapten G. V. Gladstone en vecka senare. Fartyget blev sedan flaggskepp för "Home Fleet Training Squadron" under konteramiral Edward Evans-Lombe 12 november. När Vanguard återvände till Gibraltar från en kort övning gick hon för att hjälpa ett litet franskt handelsfartyg vars last hade skiftat i en svår storm 13 februari 1950. Handelsfartyget SS Boffa kunde bogseras av slagskeppet och lasten omfördelades. När stormen hade lagt sig kunde Boffa återuppta sin resa för egen maskin. Vanguard nådde Weymouth Bay dagen därpå. Senare, i mars, avfyrade hon salut till Frankrikes president Vincent Auriol under hans statsbesök i Storbritannien.

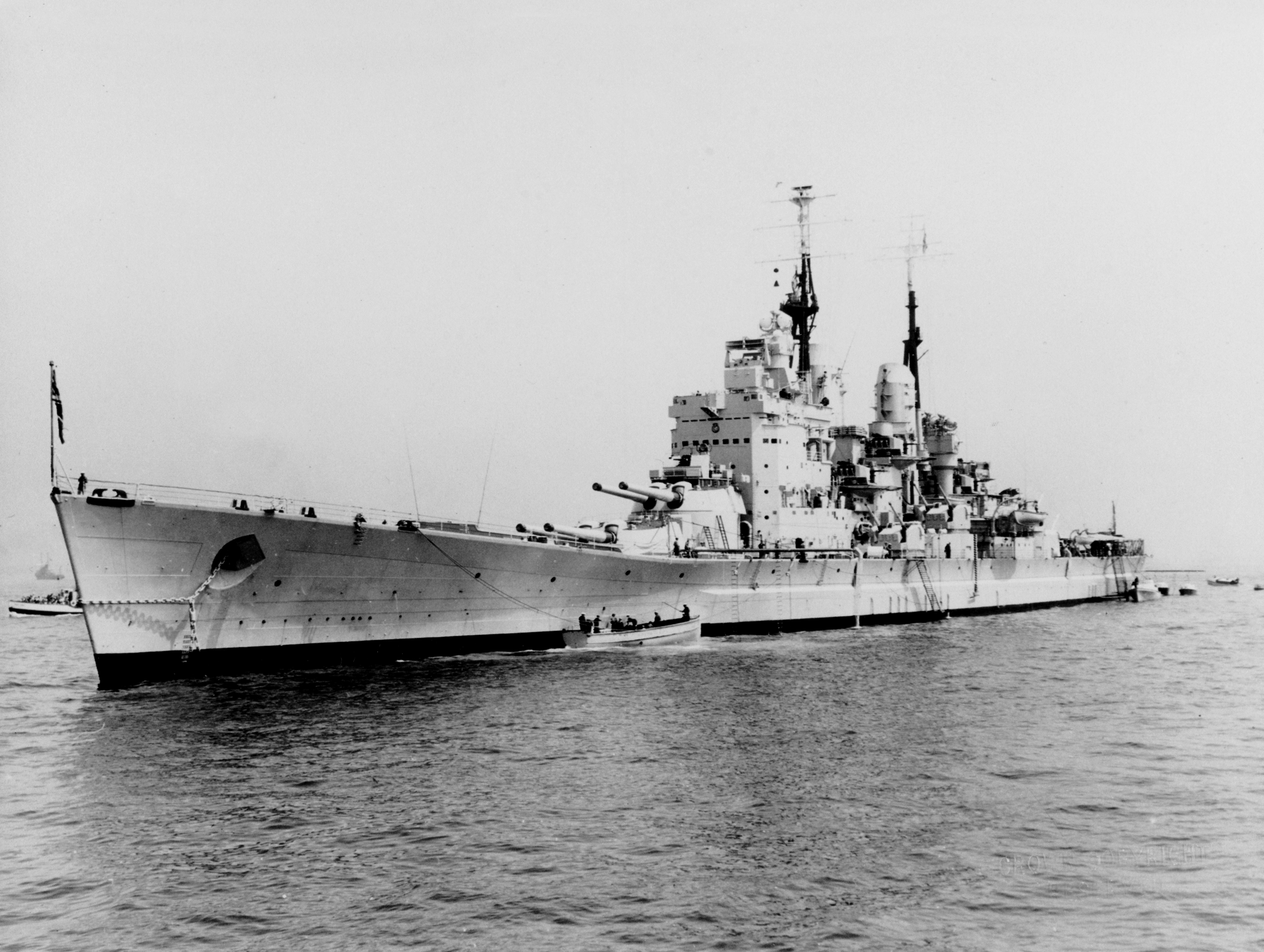
Vanguard ankrad.

Den 13 september 1950 hissade amiral Sir Philip Vian sin flagga som överbefälhavare för Home Fleet på Vanguard och fartyget anslöt sig till resten av flottan för övningar med den kanadensiska flottan och Medelhavsflottan. 19 december överförde Vian sin flagga till Indomitable. Nästan två månader senare, 10 februari 1951, kolliderade hangarfartyget med Vanguard när hangarfartyget lade till i Gibraltar. Slagskeppets skador var ej allvarliga, och Vian hissade kort därefter sin flagga ombord Vanguard igen. Efter övningar med Indomitable, under vilka hennes flygplan "sänkte" slagskeppet, gjorde fartyget hamnbesök i Genua och Villefranche-sur-Mer innan det återvände för en kort ombyggnad i Devonport 14 mars. Efter att ha slutfört sin ombyggnad i maj blev hon flaggskepp för "Home Fleet Training Squadron" under konteramiral R. M. Dick på Isle of Portland. Fyra månader senare överförde amiralen sin flagga till hangarfartyget Indefatigable när Vanguard påbörjade ytterligare en ombyggnad som förberedelse för att senare återigen bli flaggskepp för Home Fleet.

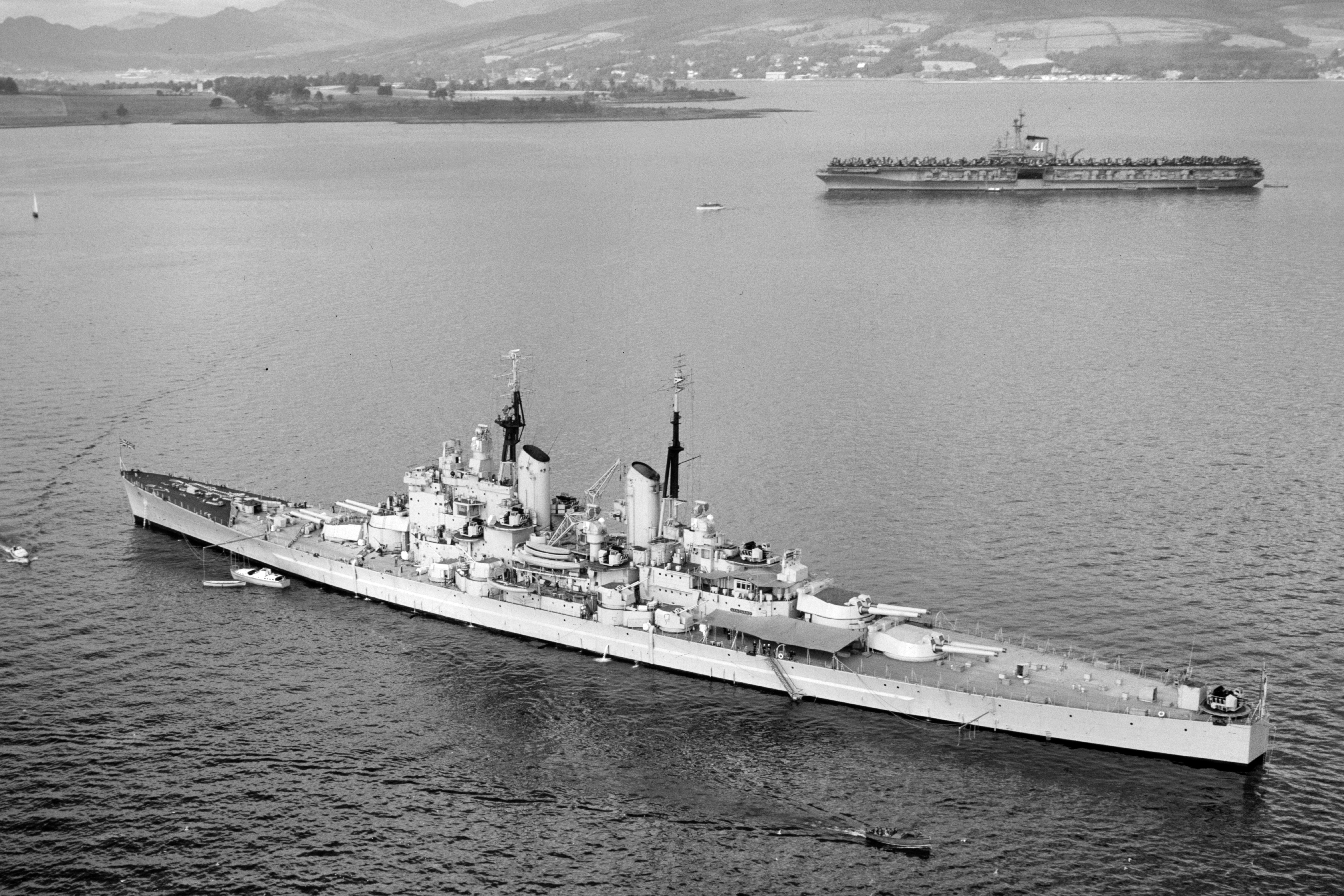
Vanguard och USS Midway i Firth of Clyde under operation Mainbrace, september 1952.

Buckingham Palace meddelade i november att kung George VI planerade att genomföra en kort kryssning för att förbättra sin hälsa ombord på Vanguard, vilket innebar att hennes amiralssvit återigen måste ändras för att ge plats åt honom och hans personal. Kapten John Litchfield tog över befälet 21 december medan fartyget fortfarande höll på att rustas upp, men kungen avled 6 februari 1952 innan han kunde göra sin kryssning. Efter att ha övat med Implacable, Indomitable och det snabba minfartyget Apollo återvände Vanguard hem 29 mars. Hon blev återigen flaggskepp för Home Fleet 13 maj när amiral Sir George Creasy hissade sin flagga. På grund av bemannings- och viktproblem opererade Vanguard med många av sina torn obemannade och med medhavd ammunition för endast två av 38,1 cm tornen och endast lysgranater för 13,3 cm kanonerna. Vanguard deltog i övningar med den nederländska och den amerikanska flottan innan hon återvände till Portsmouth. Litchfield avlöstes av kapten R. A. Ewing 19 januari 1953; fartyget avgick nästa dag för en kort ombyggnad i Gibraltar. Efter att ha avslutats 2 mars övade fartyget med flera av Royal Navys hangarfartyg innan det återgick till Portsmouth 25 mars. Vanguard deltog i drottning Elizabeths kröningsrevy vid Spithead 15 juni 1953. I september följande år deltog hon i Natoövningen Mariner i Danmarksundet.

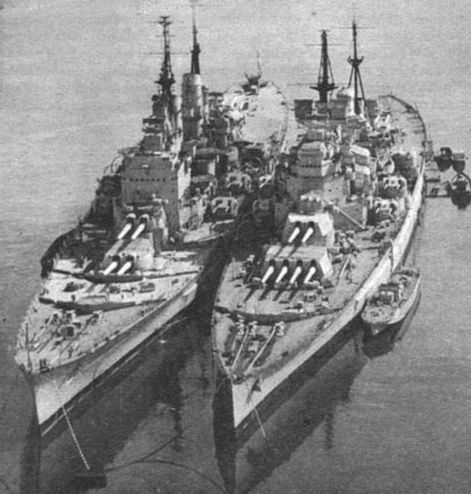
Vanguard och Howe i malpåse i Devonport, 1956.

Amiral Sir Michael Denny ersatte Creasy som överbefälhavare för Home Fleet 5 januari 1954 och Vanguard deltog i mars i övningen Medflex A med nederländska och franska fartyg. Under resten av året deltog hon i ubåts- och luftvärnsövningar samt gjorde hamnbesök i Oslo och Kristiansand i Norge och Helsingborg i Sverige. Den 11 juli inspekterades hon av Sveriges kung Gustaf VI Adolf innan hon återvände hem senare samma månad. Denny hissade sin flagga 15 september och Vanguard seglade till Devonport för en 220 000 pund dyr upprustning 10 dagar senare. I Defence Estimates från februari 1955 var hon tänkt att bli hemmaflottans flaggskepp med en roll att strida mot Sverdlov-klassens kryssare, men efter utnämningen av Earl Mountbatten i april 1955 och med Anthony Eden som ersatte Churchill som premiärminister, beslutade regeringen istället att behålla två extra kryssare i flottan, och Vanguard placerades i malpåse när ombyggnationen var färdig 1955. Hon blev därefter flaggskepp för reservflottan när viceamiral Richard Onslow hissade sin flagga den 28 november. Medan hon låg förtöjd i Fareham Creek, under sin tid i reservflottan, filmades Vanguard i Portsmouths hamn för titelsekvensen i komedifilmen Carry on Admiral från 1957. Strax före avvecklingen filmades scener för filmen Sink the Bismarck! från 1960 ombord, där Vanguard användes för att skildra interiörer av bryggorna, amiralens bostad och kanontornen för Hood, Bismarck och King George V.
Den 9 oktober 1959 meddelade amiralitetet att Vanguard skulle skrotas, eftersom hon ansågs vara föråldrad och för dyr att underhålla. Hon togs ur bruk 7 juni 1960 och såldes till BISCO för 560 000 pund. 4 augusti 1960, när fartyget skulle bogseras från Portsmouth till varvet i Faslane i Skottland, var hela Southseas strandpromenad full av människor som kom för att se henne avgå. När Vanguard bogserades mot hamninloppet svängde hon över hamnen och gick på grund nära puben Still & West. Fem bogserbåtar drog upp henne en timme senare, och efter att nästan ha gått på grund igen nära puben Moving & East på motsatt sida, lämnade hon Portsmouth för gott. Fem dagar senare anlände hon till Faslane, och i mitten av 1962 var skrotningen klar. Hon var det sista brittiska slagskeppet att skrotas.
Under skrotningen återfanns sektioner av 150 millimeter tjock stålplåt med låg bakgrundsstrålning som inte var kontaminerade med radionuklider. Vanguards stål användes för att avskärma helkroppsmonitorn vid Radiobiological Research Laboratory (numera DSTL) i Alverstoke, Gosport i Hampshire, England.
Skrotningen filmades av Rank Organisation för deras filmserie Look at Life i ett avsnitt med titeln The Last Battleship.